# Mindre fläckskunk
Mindre fläckskunk (Spilogale pygmaea) är en art i familjen skunkar som förekommer endemiskt i Mexiko.

## Kännetecken
Arten blir mellan 12 och 35 centimeter lång och därtill kommer en 7 till 12 centimeter lång svans. Pälsens grundfärg är svart. På huvudet förekommer vita fläckar och på bakkroppen två till sex vita strimmor. Ofta bär även svansen vita hår. Vid anus har den stinkkörtlar som är typiska för skunkar.

## Utbredning och habitat
Utbredningsområdet sträcker sig i Mexiko längs Stilla havets kustlinje mellan delstaterna Nayarit och Chiapas. Habitatet utgörs av klippiga områden med några buskar eller träd. Sällan vistas den i täta skogar och våtmarker.

## Levnadssätt
Arten är allätare men livnär sig mer än andra skunkar av kött. Födan utgörs bland annat av insekter, små däggdjur, fåglar och kräldjur samt även av frukter och bär.
Mindre fläckskunkar bygger underjordiska bon där flera individer stannar över vintern. De håller ingen vinterdvala.
Parningen sker vanligen mellan september och oktober. Det befruktade ägget vilar en tid och den egentliga dräktigheten som varar i upp till 31 dagar börjar först under våren. Per kull föds vanligen 3 till 6 ungar, sällan upp till 9. Ungarna föds blinda och efter ungefär en månad öppnar de ögonen. De dias cirka två månader. Under hösten blir ungarna fullvuxna, men de stannar vanligen hos modern över vintern.

## Systematik
Mindre fläckskunk är en av tre till fyra arter i släktet fläckskunkar (Spilogale). Vanligen skiljs mellan 3 underarter:
- S. p. pygmaea
- S. p. australis
- S. p. intermedia

## Mindre fläckskunk och människor
Arten anses som nyttig då den äter skadedjur som insekter och gnagare. Den fångas ibland för pälsens skull.
Mindre fläckskunk hotas främst av habitatförlust och listas därför av IUCN som sårbar (VU).